# Jonas Schmid
Jonas Schmid (* 11. März 1992) ist ein deutscher Telemarker. Sein größter Erfolg war der Gewinn der Bronzemedaille im Classic bei den Telemark-Weltmeisterschaften 2015 in Steamboat Springs.

## Werdegang
Schmid stand bereits im Alter von drei Jahren auf Alpinskiern und begann in der Folge beim SV Hindelang mit dem alpinen Skirenntraining. Im Jahr 2010 stieg er schließlich zum Telemarken um, da er im Ski Alpin aufgrund des Drucks, in der Kaderstruktur aufsteigen zu müssen, die Freude verlor.
Schmid, der seit 2002 für den SC Oberstdorf startet, gab Mitte Januar 2011 im heimischen Bad Hindelang sein Weltcup-Debüt. Nachdem er am ersten Wettkampftag im Riesenslalom den 19. Platz belegte, lief er tags darauf als Sechster im Sprint erstmals unter die besten Zehn. Rund zwei Monate später ging Schmid bei den Telemark-Juniorenweltmeisterschaften 2011 in Hafjell an den Start, wo er Vierter im Sprint sowie Zwölfter im Classic wurde. Darüber hinaus belegte er den achten Rang im Riesenslalom. Nach der Saison stellte er sich in dieser Disziplin nicht mehr der Konkurrenz, sondern konzentrierte sich auf die Wettbewerbe im Classic, Classic Sprint und Parallelsprint. In der Saison 2011/12 erreichte Schmid konstant die Punkteränge im Weltcup. Sein bestes Saisonergebnis erzielte er mit dem vierten Rang im Parallelsprint in Steamboat Springs. Bei den Telemark-Juniorenweltmeisterschaften im März 2012 im spanischen Espot gewann Schmid hinter Landsmann Tobias Müller die Silbermedaille im Parallelsprint. 
Im Winter 2013 schloss Schmid endgültig zur Weltspitze auf und holte bereits am ersten Weltcup-Wochenende in Bohinj als Dritter im Sprint seine ersten beiden Podestränge. Eine Woche später gewann er im österreichischen Rauris im Classic seinen ersten Weltcup-Sieg. Bei den Telemark-Juniorenweltmeisterschaften belegte er im Classic den Silberrang und gewann so seine zweite und letzte Medaille bei Juniorenweltmeisterschaften. Die Saison schloss er auf dem siebten Rang in der Weltcupgesamtwertung sowie als Zweiter in der Classic-Gesamtwertung ab. In den folgenden Jahren gehörte Schmid zu den besten Telemarkern der Welt und bestätigte diese Einstufung mit konstanten Platzierungen unter den besten Zehn in der Gesamtweltcupwertung. Bei den Telemark-Weltmeisterschaften 2015 in Steamboat Springs war Schmid Teil eines erfolgreichen deutschen Teams. So belegte er im Parallelsprint den neunten Platz, ehe er tags darauf gemeinsam mit Tobias Müller und Johanna Holzmann Dritter beim Team-Parallelsprint wurde: „Es überwiegt ganz klar die Freude! Mit einem so tollen Team das zu erreichen ist sensationell und wir sind deshalb auch absolut happy über diesen Erfolg. Es ist für mich selbst meine erste Medaille hier, was mich persönlich auch sehr freut“, so Schmid. Mit diesem Erfolg im Rücken sicherte er sich auch am nächsten Tag im Classic Bronze hinter Tobias Müller und Philippe Lau. Zum Saisonabschluss Ende März gewann Schmid darüber hinaus den deutschen Meistertitel.
Im März 2016 in Rjukan belegte Schmid gemeinsam mit Johanna Holzmann und Thomas Orlovius den zweiten Platz im Team-Parallelsprint. Nachdem Schmid zwar auch im Einzel mehrmals auf dem Podest stand, lange aber auf einen weiteren Sieg hat warten müssen, gelang ihm am 18. März 2016 im schweizerischen Mürren im Parallelsprint sein zweiter Weltcupsieg. Auch in der Saison 2016/17 konnte er einen Weltcup gewinnen, als er im heimischen Bad Hindelang vor dem Schweizer Stefan Matter ins Ziel kam. Bei den Telemark-Weltmeisterschaften 2017 in La Plagne kam er lediglich im Parallelsprint in die Wertung und verpasste dabei als Neunter die Medaillenränge deutlich. In der Weltcup-Saison 2017/18 konnte Schmid seine Serie mit Top-10-Gesamtweltcupplatzierungen nicht fortsetzen, da er sich in Woodstock beim Freifahren schwer verletzte und für rund dreizehn Monate ausfiel. Bei seiner Rückkehr beim Heimweltcup am Oberjoch/Bad Hindelang im Februar 2019 musste Schmid als Letzter im ersten Durchgang starten, feierte als Zweiter aber dennoch ein beeindruckendes Comeback. Bei den Telemark-Weltmeisterschaften 2019 in Rjukan belegte er wie schon bei den vorherigen Weltmeisterschaften den neunten Platz im Parallelsprint. Im Weltcup 2020 verhinderten Leichtsinnsfehler und Penalties zwar immer wieder Platzierungen auf dem Podest, doch schloss er die Saison mit vier Top-5-Platzierungen, einem Podium im Parallelsprint und dem fünften Rang im Gesamtklassement letztlich erfolgreich ab. Im Parallel-Disziplinenweltcup wurde er zudem Zweiter.

## Privates
Schmids Mutter Monika Berwein-Schmid ist eine ehemalige deutsche Skirennläuferin. Schmid, der aus Bad Hindelang stammt, war Student der Verpackungstechnik.

## Erfolge und Statistiken

### Weltcup-Siege im Einzel
| Nr. | Datum           | Ort           | Disziplin      |
| --- | --------------- | ------------- | -------------- |
| 1.  | 19. März 2013   | Rauris        | Classic        |
| 2.  | 18. März 2016   | Mürren        | Parallelsprint |
| 3.  | 5. Februar 2017 | Bad Hindelang | Parallelsprint |

### Platzierungen bei Weltmeisterschaften
| Jahr und Ort           | Wettbewerb | Wettbewerb     | Wettbewerb     |
| Jahr und Ort           | Classic    | Classic Sprint | Parallelsprint |
| ---------------------- | ---------- | -------------- | -------------- |
| 2013 Espot             | 04.        | 04.            | 09.            |
| 2015 Steamboat Springs | 03.        | DNF            | 09.            |
| 2017 La Plagne         | DNF        | DNS            | 09.            |
| 2019 Rjukan            | –          | DNF            | 09.            |

### Weltcup-Gesamtplatzierungen
| Saison  | Gesamt | Classic | Classic Sprint | Parallelsprint |
| ------- | ------ | ------- | -------------- | -------------- |
| 2011    | ?      | ?       | 20.            | ?              |
| 2012    | ?      | ?       | ?              | ?              |
| 2013    | 07.    | 02.     | 12.            | 14.            |
| 2013/14 | 08.    | 07.     | 08.            | 10.            |
| 2014/15 | 07.    | 07.     | 05.            | 10.            |
| 2015/16 | 09.    | 20.     | 10.            | 07.            |
| 2016/17 | 09.    | 11.     | 09.            | 05.            |
| 2017/18 | 36.    | –       | –              | 16.            |
| 2019    | 13.    | 19.     | 12.            | 17.            |
| 2020    | 05.    | 12.     | 08.            | 02.            |
| 2021    | 24.    | –       | 20.            | 12.            |